# Franz Žak

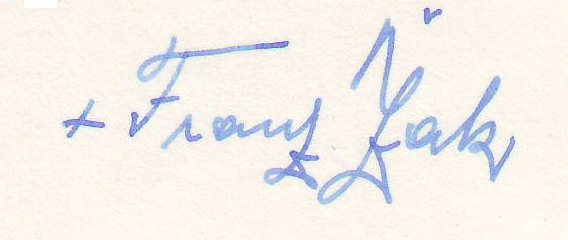
Unterschrift Bischof Franz Žak

Franz Žak, auch geschrieben als Franz Zak (* 30. Juni 1917 in Niederedlitz in Niederösterreich; † 28. Jänner 2004 in Wien), war Diözesanbischof von St. Pölten in Niederösterreich.

## Leben
Žak war der Sohn von Jan Žák und Antonie Žáková, geborene Hejdová, die beide aus dem südböhmischen Dorf Bořetice stammen. Nachdem er das Stiftsgymnasium der Benediktiner in Seitenstetten besucht hatte, begann er im Priesterseminar von St. Pölten mit seinem Theologiestudium, das er wegen der Einberufung zum Militärdienst erst nach dem Zweiten Weltkrieg abschließen konnte. Die Priesterweihe empfing er 1947 von Bischof Michael Memelauer, er wurde Kaplan in Sieghartskirchen und Steinakirchen am Forst.
Zwischen 1951 und 1954 studierte er in Rom und promovierte zum Doktor des kanonischen Rechts.
Papst Pius XII. bestellte ihn 1956 – zwei Jahre nach seiner Rückkehr nach St. Pölten in Niederösterreich – zum Titularbischof von Apollonia und Bischof-Koadjutor von Bischof Memelauer mit dem Recht auf dessen Nachfolge. Sein Wahlspruch lautete Juste, pie, fortiter („Gerecht, fromm, tapfer“).
Am 30. September 1961 wurde Franz Žak Diözesanbischof von St. Pölten und hatte bis 1991 dieses Amt inne. Zwischen 1962 und 1965 nahm er am Zweiten Vatikanischen Konzil teil.
Als fünften St. Pöltner Diözesanbischof bestellte ihn Papst Paul VI. am 8. Mai 1969 als Nachfolger des Wiener Erzbischofs Kardinal Franz König zum Militärvikar von Österreich. Bis zur Neuregelung der katholischen Militärseelsorge durch die Apostolische Konstitution „Spirituali militum curae“ am 21. April 1986 lagen die vollen bischöflichen Rechte für die katholische Militärseelsorge beim Papst. Die für die Militärseelsorge verantwortlichen Bischöfe waren daher als „päpstliche Vikare“ für diesen Bereich tätig. Dieses Amt übte Žak bis 1986 aus. 1977 erließ er in dieser Funktion die Statuten des „Ordens des Heiligen Georg“ als kirchliche Auszeichnung des Militärvikars.
Zwischen 1957 und 1969 fungierte Žak in der  österreichischen Bischofskonferenz außerdem als „Jugendbischof“.
1987 verhinderte er das Vorhaben des Engelwerkes, eine Zweigstelle seiner Hochschule Institutum Sapientiæ in der Kartause Gaming einzurichten.
Seinen Rücktritt reichte der Bischof im Jahr 1991 aus Altersgründen ein. Sein Nachfolger in der Diözese St. Pölten wurde Kurt Krenn, der das Amt am 15. September antrat.
Am 27. Mai 1992 überreichte der niederösterreichische Landeshauptmann Siegfried Ludwig Bischof Žak das Große Goldene Ehrenzeichen mit dem Stern für Verdienste um die Republik Österreich.
Beigesetzt wurde Franz Žak am 11. Februar 2004 in der Bischofsgruft des St. Pöltner Doms.

## Apostolische Sukzession
Die Sukzessionslinie Bischof Žaks folgt der Linie des Kardinals Scipione Rebiba. Die Linie ist benannt nach dem frühesten bekannten Hauptkonsekrator, der am Anfang der Linie steht.
- Kardinal Scipione Rebiba
- Kardinal Giulio Antonio Santorio
- Kardinal Girolamo Bernerio, O.P.
- Erzbischof Galeazzo Sanvitale
- Kardinal Ludovico Ludovisi
- Kardinal Luigi Caetani
- Kardinal Ulderico Carpegna
- Kardinal Paluzzo Paluzzi Altieri degli Albertoni
- Papst Benedikt XIII., O.P.
- Papst Benedikt XIV.
- Papst Clemens XIII.
- Kardinal Bernardino Giraud
- Kardinal Alessandro Mattei
- Kardinal Pietro Francesco Galleffi
- Kardinal Giacomo Filippo Fransoni
- Kardinal Carlo Sacconi
- Kardinal Edward Henry Howard
- Kardinal Mariano Rampolla del Tindaro
- Kardinal Rafael Merry del Val y Zulueta
- Kardinal Raffaele Scapinelli di Leguigno
- Kardinal Friedrich Gustav Piffl
- Bischof Michael Memelauer
- Bischof Franz Žak[4]

## Werke
- Dignitäten und Kapitel in den ehemaligen Kollegiatsstiften der Diözese St. Pölten. Eine rechtsgeschichtliche Abhandlung (Dissertation), St. Pölten, 1958.
- (Hrsg.): Handbuch der katholischen Militärseelsorge Österreichs, St. Pölten.
- Hirtenbriefe, Fastenhirtenschreiben, Silvesterpredigten veröffentlicht in Diözesanblättern und Kirchenzeitungen.